# جاك رودولف
جاك رودولف (4 مايو 1981 في جنوب أفريقيا - ) (بالإنجليزية: Jacques Rudolph)‏ هو لاعب كريكت جنوب أفريقي. شارك مع منتخب جنوب أفريقيا الوطني للكريكت. أما مع النوادي، فقد لعب مع نادي مقاطعة سري للكريكت ‏ ونادي مقاطعة غلاموركن للكريكت ‏ ونادي مقاطعة يوركشاير للكريكت ‏ ونادي الشماليين للكريكت ‏.

## وصلات خارجية
- جاك رودولف على موقع إي آس بي آن كريك إنفو (الإنجليزية)